# Магалевський Юрій Олександрович
Юрій Магалевський (нар. 1876, Романівка,  близько Ольгополя Подільської губернії, нині — Вінницької області — пом. 29 жовтня 1935, Львів) — катеринославський губернський комісар (1918), український маляр-академіст, діяч Катеринославської «Просвіти», військовий художник при штабі Армії УНР. Учасник українського національного відродження 1917-18 років на Катеринославщині.

## Життєпис
Закінчивши реальну школу в Олександрівську Катеринославської губернії (нині — м. Запоріжжя), вчиться в Петербурзькій академії мистецтв (учень Іллі Рєпіна).
У 1909 здобуває диплом за історичну картину «Перемогли! (Запорожці відбили атаку турків)». Картина нині зберігається у фондах  Дніпровського історичного музеї ім. Яворницького.
Згодом студіював у Парижі. Осідає в Олександрівську, викладає малювання в Олександрівському чоловічому міському комерційному училищі імені Сергія Вітте. Тут митець цілком віддається педагогічній і громадській діяльності (зокрема, на просвітянському полі). Однією з причин, які спонукали його обійняти посаду вчителя, було бажання допомогти своїй сестрі, оперовій співачці, закінчити навчання (померла в Петрограді в 1914). Магалевський став експертом з художньо-промислової освіти на Катеринославській обласній виставці 1910. Він автор портрета педагога Івана Акінфієва (1909), який зберігається у фондах Дніпропетровського художнього музею. Акінфієв був на чолі Олександрівського комерційного училища, де викладав Магалевський. 
У некролозі, підписаному М. Струтинським, зазначено, що в 1917 Магалевський «обіймає директуру в українській гімназії в Катеринославі», проте це не підтверджується іншими джерелами.

### Діяльність на посаді комісара освіти
З початком національно-визвольних змагань Магалевський очолює комісаріат освіти в Олександрівську. «Як комісар освіти і член губерніальної ради в Катеринославі, є душею національного життя Катеринославщини» (М. Струтинський). У власноручних свідченнях заарештованого українського письменника Миколи Мінька (1902 — 1937), датованих 9 грудня 1937, Магалевський називається серед інших його викладачів у Катеринославській українській гімназії (поряд з П. Єфремовим, В. Бідновим, І. Вирвою):

«...ученики украинской гимназии ... воспитывались в националистическом духе, — мусив свідчити в катівнях НКВС М. Мінько. — ...педагоги, как только могли, делали из молодежи врагов, прививали ненависть ко всему русскому, к русской культуре, литературе, языку».

В Олександрівську Магалевський очолов Агіт-секцію "Просвіти".  Як агітатор мав хист, вмів ґрунтовно доводити свої думки, казав, що ніколи не  можна відступати
Наприкінці 1918 р., після перемоги Директорії Юрій Магалевський — катеринославський губернський комісар. За спогадами Ісаака Мазепи, на жаль, тривало це недовго.
Восени 1918 реєструється статут товариства «Просвіта». Після тексту статуту йшли підписи сімох осіб — Є. Вирового, Д. Петровського, І. Ритова, Л. Біднової, П. Єфремова, Я. Якуші і Ю. Магалевського. Про останнього подано такі відомості: «Вчитель 1-ї Катеринославської гімназії Юрій Олександрович Магалевський, вул. Поля, б. 15, кв. 3» (нині — вул. Ів. Акінфієва). Таким чином, Магалевський у Катеринославі мешкає в приватному будинку Івана Акінфієва неподалік Потьомкінського палацу.

### Діяльність у Катеринославі як ілюстратора
На замовлення січеславського видавця Євгена Вирового з ілюстраціями Магалевського виходили такі книжки Українського видавництва в Катеринославі — Кам’янці — Лейпцигу — Відні: «Українські народні казки» (зі збірника Рудченка, 42 малюнки Магалевського), «Ярина» (українська граматка з читанкою, близько 60 малюнків), три оповідання «Поганий день Василя Івановича» тощо. 

### Діяльність за доби національно-визвольних змагань
У 1920 р. М. перебував при штабі Армії УНР як військовий художник. Активний учасник у 1920—1921 рр. так званої військової опозиції проти Симона Петлюри.
Під час національно-визвольних змагань українського народу Магалевський бере участь у численних походах, між іншим, як товариш і близький друг одного з найпомітніших повстанських отаманів Андрія Гулого-Гуленка, який діяв на півдні Херсонщини, а на початку 1919 провадив бої з Махном за Катеринослав. З гвинтівкою на плечі, з пензлем і нотатником у наплечнику Магалевський з останнім військовим відділом під кінець кривавої епопеї переходить у 1920 річку Збруч.

### Життя у Львові
Після короткого побуту в Польщі — Ченстохові і Тарнові (як член Ради Республіки) осідає у 1922 у Львові.
Тут у твердих умовах емігрантських злиднів заробляє пензлем на хліб насущний, а у вільні хвилі пише свої прецікаві спомини про окремі епізоди національно-визвольних змагань — серед іншого «Останній акт трагедії; Етап визвольної боротьби українського народу, 1917-1920» в «Літературно-науковому вістнику» (1927), що вийшли і окремою книжкою. Свої спомини автор присвятив генерал-хорунжому українських військ А. Гулому-Гуленку. Мемуари Магалевського друкувалися і в календарях «Дніпро». 
Юрій Магалевський - автор розписів церков, портретів українських державних і військових діячів української революції та ін. діячів — генерала А.Гулого-Гуленка, М. Омеляновича-Павленка, І. Липи, І. Свєнціцького, О. Загарова, С. Федака та ін., оформив декоративні стінописи церков і каплиць у Голоську В., Угерську, Старому Селі, Олеську (1926—1928), Раві-Руській, Холоєві й ін. Образи його пензля прикрасили церкви в Лаврові, Новому Санчі, Стрию та ін. Разом з П. Холодним розмальовував каплицю Духовної Академії у Львові. 
Від 1922 р. Магалевський - довголітній голова Українського товариства допомоги емігрантам з України. 

### Спогади сучасників
«З покійним Юрієм Олександровичем зійшла в могилу одна з найкращих постатей доби визвольних змагань», — пише М. Струтинський.

Інший мемуарист Павло Ковжун згадував: 

«Юрія Магалевського я особисто пізнав на однім боєвім відтинку українського фронту у 1920 році. Кремезна постать у гарному селянському жовтому кожусі, довжезні вуси — довші навіть, як носили тоді деякі наші старшини й козаки, що жили романтикою минулого, він ніяк не підходив під поняття мистця, а скоріше отамана, полковника чи добірного сотника».

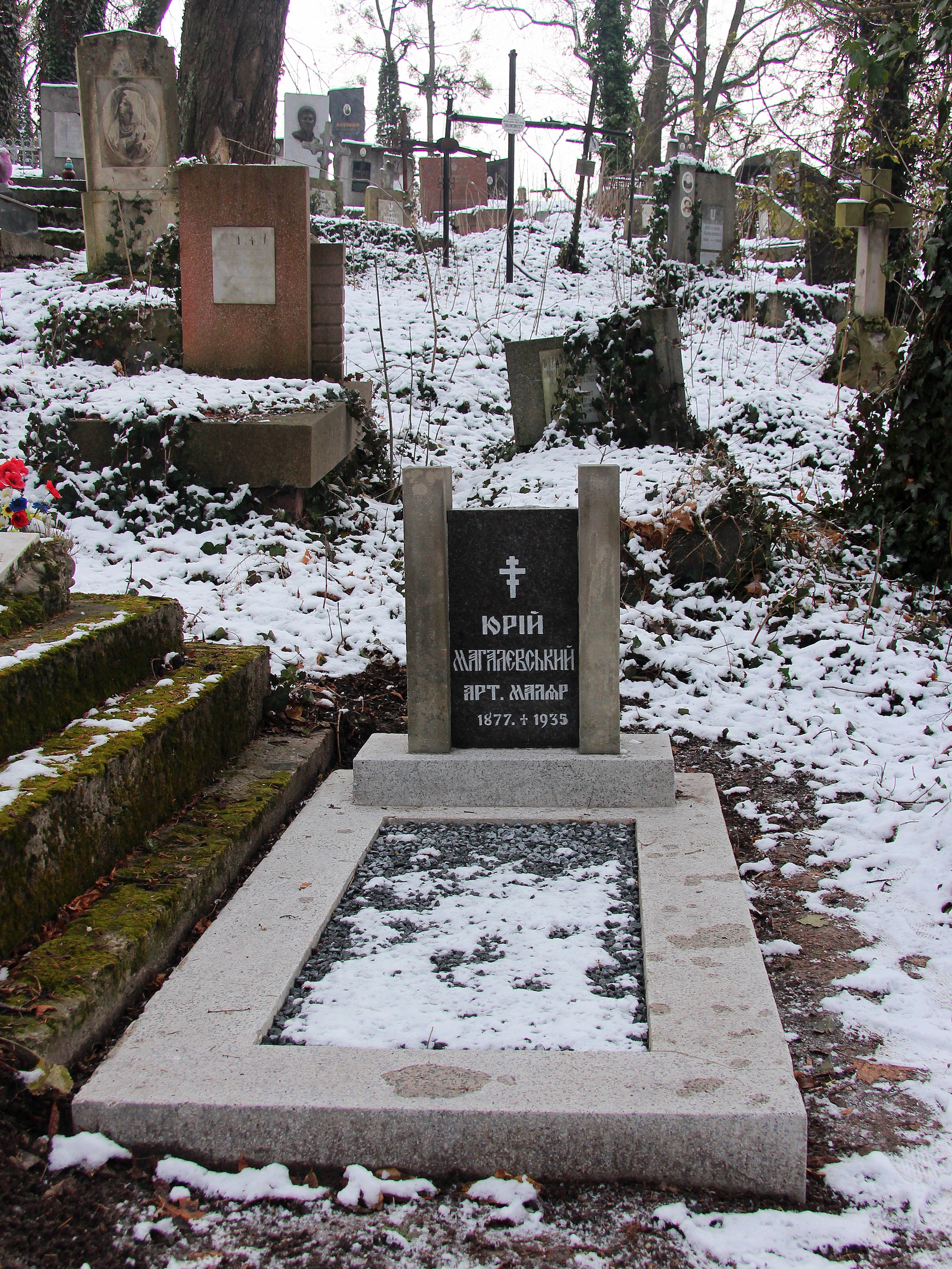

Помер 29 жовтня 1935 року . Похований на Личаківському цвинтарі, поле № 75. У 2021 році  дирекцією ЛКП Музей «Личаківський цвинтар»  надгробок на могилі Юрія Магалевського відремонтовано.

## Вшанування пам'яті
У місті Дніпрі вулицю Генерала Захарченка перейменували на вулицю Юрія Магалевського.